# سامی کرشاو
سامی کرشاو (انگلیسی: Sammy Kershaw؛ زادهٔ ۲۴ فوریهٔ ۱۹۵۸) یک موسیقی‌دان اهل ایالات متحده آمریکا است. وی از سال ۱۹۹۱ میلادی تاکنون مشغول فعالیت بوده‌است. 